# Nico and the Niners
Nico and the Niners – piosenka amerykańskiego muzycznego duetu Twenty One Pilots, wydana 11 lipca 2018 roku jako jeden z dwóch głównych singli piątego albumu studyjnego Trench,  przez wytwórnię Fueled by Ramen.

## O utworze
Utwór Nico and the Niners napisany jest w tonacji a-moll. Utrzymany jest w koncepcji rock alternatywnego z elementami reggae i muzyki psychodelicznej. Zawiera rapowaną zwrotkę oraz kilka klipów audio odtwarzanych od tyłu.

## Teledysk
Teledysk do utworu w reżyserii Andrew Donoho został opublikowany 26 lipca 2018 roku. Film przedstawia wokalistę Tylera Josepha który pakuje plecak i spotyka perkusistę Josha Duna w mieście zwanym Dema. Tam witają się w charakterystyczny sposób i dołączają do grupy uzbrojonych w pochodnie rebeliantów. Wideo przeskakuje pomiędzy tymi scenami a mistycznymi działaniami tajemniczych postaci w czerwonych kapturach, takich jak postać z teledysku do Jumpsuit. Jest to druga część trylogii filmów z albumu Trench, chronologicznie po Jumpsuit i przed Levitate.
Film został nakręcony w Charkowie i Kijowie na Ukrainie.

## Sukces
Singel w Stanach Zjednoczonych zajął 79 miejsce na Billboard Hot 100, zostając piątą najwyżej notowaną piosenką duetu.
W Polsce utwór uzyskał status złotej płyty.

## Notowania
| Wykres (2018)                             | Pozycja |
| ----------------------------------------- | ------- |
| Francja (SNEP)                            | 158     |
| Stany Zjednoczone (Billboard Hot 100)     | 79      |
| Węgry (Single Top 40)                     | 24      |
| Wielka Brytania (Official Charts Company) | 88      |